# OR52D1
Olfaktorni receptor 52D1 je protein koji je kod ljudi kodiran OR52D1 genom.
Olfaktorni receptori formiraju interakcije sa molekulima mirisa u nosu, čime se inicira neuronski respons koji izaziva percepciju mirisa. Oni su odgovorni za prepoznavanje i G proteinima posredovanu transdukciju mirisnih signala. Proteini olfaktornih receptora su članovi velike familije G protein spregnutih receptora (GPCR). Poput mnogih receptora za neurotransmitere i hormone, olfaktorni receptori imaju strukturu 7-transmembranskog domena. Oni su kodirani genima sa jednim eksonom. Geni olfaktornih receptora su najveća familija genoma. Nomenklatura gena i proteina olfaktornih receptora je nezavisna od drugih organizama.

## Literatura
- Bulger M; van Doorninck JH; Saitoh N;  . (1999). „Conservation of sequence and structure flanking the mouse and human beta-globin loci: the beta-globin genes are embedded within an array of odorant receptor genes”. Proc. Natl. Acad. Sci. U.S.A. 96 (9): 5129—5134. PMC 21828 . PMID 10220430. doi:10.1073/pnas.96.9.5129.
- Bulger M; Bender MA; van Doorninck JH;  . (2001). „Comparative structural and functional analysis of the olfactory receptor genes flanking the human and mouse beta-globin gene clusters”. Proc. Natl. Acad. Sci. U.S.A. 97 (26): 14560—14565. PMC 18958 . PMID 11121057. doi:10.1073/pnas.97.26.14560.
- Malnic B, Godfrey PA, Buck LB (2004). „The human olfactory receptor gene family”. Proc. Natl. Acad. Sci. U.S.A. 101 (8): 2584—2589. PMC 356993 . PMID 14983052. doi:10.1073/pnas.0307882100.

## Spoljašnje veze
- OR52D1+protein,+human на 